# Ecoredipharm
Ecoredipharm is een Malagassische voetbalclub uit Toamasina. In 2003 won de club het landskampioenschap en de Malagassische supercup. Tegenwoordig komt de club uit in de eerste voetbaldivisie van Madagaskar.

## Erelijst
| Nationaal              |    |      |
| Landskampioen          | 1x | 2003 |
| Malagassische supercup | 1x | 2003 |